# Gianni Rocca
Gianni Rocca (né à Turin le 22 octobre 1927  et mort à Rome le 20 février 2006) est un journaliste italien.

## Biographie
Né à Turin en 1927, Gianni Rocca participe très jeune à la  Résistance et rejoint le Parti communiste italien. Il commence sa carrière journalistique en collaborant avec quelques petits journaux piémontais, en particulier Biella Oggi. Il est ensuite passé à l'édition turinoise de l'Unità, dans une rédaction qui a accueilli, notamment dans les pages culturelles, quelques-uns des plus prestigieux noms de l'époque, de Cesare Pavese à Italo Calvino. Il est devenu rédacteur en chef et a été appelé à Rome pour écrire dans l'édition nationale.
De retour à Turin, il fait partie du groupe qui, en 1956, en désaccord avec la ligne officielle du Parti communiste, condamne l'intervention armée de l'Union soviétique qui met fin à la révolution hongroise. Après avoir quitté le parti, il  travaille pour Paese Sera, quotidien de Rome, dont il démissionne lorsque la direction « censuré  » le travail du critique politique Fausto De Luca (it).
Après Paese Sera, il collabore avec plusieurs journaux et périodiques comme Italia domani et Telesera pour arriver finalement à Il Giorno di Milano, comme chef de la rédaction romaine. Au début des années 1970, il est appelé par Raffaele Girotti (it), président de l' Eni de l'époque, pour assumer le rôle de chef du service de presse et des relations extérieures de l'institution. Au cours de cette période, il fonde en 1972 le magazine d'entreprise de l'Eni, Ecos (1972-2002).
En 1975, Eugenio Scalfari l'implique dans le groupe des fondateurs de La Repubblica dont il est l'un des trois premiers rédacteurs en chef, puis rédacteur en chef adjoint, avec Mario Pirani (it) et Giampaolo Pansa (it), et enfin co-rédacteur en chef du journal, poste qu'il a occupé jusqu'en 1996.
À partir des années 1980, parallèlement à sa profession de journaliste, il se consacre à des travaux de réflexion historique, principalement sur la Seconde Guerre mondiale en Italie.
En 1996, il reprend sa collaboration avec l'Unità. En 1996-1997, il rédige les vingt-six documents 'Gli anni della Prima Repubblica - Cinquant'anni di storia italiana, publiés par l'Unità.
Gianni Rocca est mort à Rome en 2006, à l'âge de soixante-dix-huit ans .

## Publications
- (it)Cadorna, il generalissimo di Caporetto, Collezione Le Scie, Milan, Mondadori, 1985,  (ISBN 978-88-0428-4543).
- (it) Fucilate gli ammiragli. La tragedia della Marina italiana nella seconda guerra mondiale, Collezione Le Scie, Milan, Mondadori, 1987,  (ISBN 978-88-0433-826-0).
- (it) Stalin, quel meraviglioso georgiano, Collezione Le Scie, Milan, Mondadori, 1988,  (ISBN 978-88-0434-363-9).
- (it) I disperati. La tragedia dell'Aeronautica italiana nella seconda guerra mondiale, Collezione Le Scie, Milan, Mondadori, 1991,  (ISBN 978-88-0433-826-0). - Castelvecchi, Roma, 2015.
- (it) Avanti, Savoia! Miti e disfatte che fecero l'Italia 1848-1866, Collezione Le Scie, Mondadori, 1993,  (ISBN 978-88-0437-465-7).
- (it) Il piccolo caporale. Napoleone alla conquista dell'Italia 1796-97 e 1800, Milan, Mondadori, 1996,  (ISBN 978-88-0441-049-2).
- (it) L'Italia invasa (1943-1945), Collezione Le Scie, Milan, Mondadori, 1998,  (ISBN 978-88-0442-125-2).
- (it) Caro revisionista ti scrivo…, Collana Primo piano, Rome, Editori Riuniti, 1998,  (ISBN 978-88-3594-583-3).